# Vilma porosz királyi hercegnő (1709–1758)
Poroszországi Vilma (teljes nevén Friderika Zsófia Vilma, németül: Friederike Sophie Wilhelmine von Preußen; Potsdam, Porosz Királyság, 1709. július 3. – Bayreuth, Brandenburg–Bayreuthi őrgrófság, 1758. október 14.), a Hohenzollern-házból származó porosz királyi hercegnő, I. Frigyes Vilmos porosz király és Hannoveri Zsófia Dorottya legidősebb leánya, aki Frigyes őrgróffal kötött házassága révén brandenburg–bayreuthi őrgrófné 1735-től 1758-ban bekövetkezett haláláig.

## Származása
Friderika Zsófia Vilma királyi hercegnő 1709. július 3-án született Potsdamban, a porosz uralkodódinasztia, a Hohenzollern-ház tagjaként. Apja I. Frigyes Vilmos porosz király és brandenburgi őrgróf, aki I. Frigyes király és Hannoveri Zsófia Sarolta királyné egyetlen gyermeke volt. Apai nagyapai dédszülei Frigyes Vilmos brandenburgi választófejedelem és Oránia–Nassaui Lujza Henrietta hercegnő (Frigyes Henrik orániai herceg leánya), míg apai nagyanyai dédszülei Ernő Ágost hannoveri választófejedelem és Pfalz–Simmerni Zsófia hercegnő (V. Frigyes pfalzi választófejedelem és cseh király leánya) voltak.
Édesanyja a német Hannover-házból származó Zsófia Dorottya hannoveri hercegnő, I. György brit király és Braunschweig–Lüneburgi Zsófia Dorottya hercegnő egyetlen leánygyermeke volt. Anyai nagyapai dédszülei szintén Ernő Ágost választófejedelem és Pfalz–Simmerni Zsófia hercegnő, míg anyai nagyanyai dédszülei György Vilmos braunschweig–lüneburgi herceg és egy francia nemeskisasszony, Éléonore Desmier d’Olbreuse (Alexandre Desmier, Olbreuse urának leánya) voltak. Friderika Zsófia Vilma királyi hercegnő szülei így közeli rokoni kapcsolatban álltak, első-unokatestvérek voltak.
A hercegnő volt szülei tizennégy gyermeke közül a második, egyben a legidősebb leánygyermek. Felnőttkort megért testvérei között olyan magas rangú személyek vannak mint a későbbi II. Nagy Frigyes porosz király; Friderika Lujza királyi hercegnő, Károly Vilmos Frigyes brandenburg–ansbachi őrgróf hitvese; Filippa Sarolta királyi hercegnő, aki I. Károly braunschweig–wolfenbütteli fejedelem felesége lett; Zsófia Dorottya királyi hercegnő, Frigyes Vilmos brandenburg–schwedti őrgróf hitvese; Lujza Ulrika királyi hercegnő, aki Adolf Frigyes svéd király felesége lett; továbbá Ágost Vilmos királyi herceg (a későbbi II. Frigyes Vilmos porosz király apja); Anna Amália királyi hercegnő, Quedlinburg apátnője; valamint Henrik királyi herceg, neves hadvezér és Ágost Ferdinánd, Johannita nagymester.

## Házassága és gyermeke
Vilma királyi hercegnő férje szintén a Hohenzollern-ház tagja, Frigyes brandenburg–bayreuthi őrgróf lett. Frigyes volt György Frigyes Károly brandenburg–bayreuthi őrgróf és Dorottya schleswig–holstein–sonderburg–becki hercegnő legidősebb fiúgyermeke. Házasságukra 1730. november 20-án került sor Berlinben. Kettőjük kapcsolatukból összesen egy leánygyermek született. Gyermekük:
- Erzsébet Friderika Zsófia őrgrófnő (1732. augusztus 30. – 1780. április 6.), Károly Jenő württembergi herceg felesége lett